# Ковело (Калифорнија)
Ковело (енгл. Covelo) насељено је место без административног статуса у америчкој савезној држави Калифорнија.

## Демографија
По попису из 2010. године број становника је 1.255, што је 80 (6,8%) становника више него 2000. године.
| Група             | 2000.       | 2010.       |
| Белци             | 567 (48,3%) | 544 (43,3%) |
| Афроамериканци    | 10 (0,9%)   | 14 (1,1%)   |
| Азијати           | 4 (0,3%)    | 10 (0,8%)   |
| Хиспаноамериканци | 95 (8,1%)   | 163 (13,0%) |
| Укупно            | 1.175       | 1.255       |